# Lijst van afleveringen van Heidi
Dit is een lijst van afleveringen van Heidi.

## Lijst
| Nr. | Vlaamse titel                           | Duitse titel                         | Japanse titel (vertaling)               | Uitzenddatum JP   | Uitzenddatum NL   |
| --- | --------------------------------------- | ------------------------------------ | --------------------------------------- | ----------------- | ----------------- |
| 01  | De geheimzinnige grootvader             | Der geheimnisvolle Grossvater        | Naar de Alpen                           | 6 januari 1974    | 7 september 1980  |
| 02  | De hut van grootvader                   | Großvaters Hütte                     | De berghut van grootvader               | 13 januari 1974   | 13 september 1980 |
| 03  | Op de weide                             | Auf der Weide                        | Op de weide                             | 20 januari 1974   | 18 september 1980 |
| 04  | Een nieuw familielid                    | Ein neues Familienmitglied           | Een nieuw familielid                    | 27 januari 1974   | 4 oktober 1980    |
| 05  | Een brief van tante Dete                | Ein Brief von Tante Dete             | De verbrande brief                      | 3 februari 1974   | 12 oktober 1980   |
| 06  | De zomer loopt ten einde                | Ein Sommer geht zu Ende              | Weerklink, fluit                        | 10 februari 1974  | 16 oktober 1980   |
| 07  | Kunnen bomen praten?                    | Können Bäume reden?                  | Het geluid van een zilverspar           | 17 februari 1974  | 20 oktober 1980   |
| 08  | Waar is Piep?                           | Wo ist Piep?                         | Waar is Pitchi?                         | 24 februari 1974  | 1 november 1980   |
| 09  | Winter in de bergen                     | Winter in den Bergen                 | De zilverwitte Alpen                    | 3 maart 1974      | 9 november 1980   |
| 10  | Het bezoek                              | Der Besuch                           | Naar het grootmoeders huis              | 10 maart 1974     | 13 november 1980  |
| 11  | De sneeuwstorm                          | Der Schneesturm                      | Op een dag in de sneeuwstorm            | 17 maart 1974     | 17 november 1980  |
| 12  | De eerste bloem                         | Die ersten Blumen                    | Lentegeluid                             | 24 maart 1974     | 29 november 1980  |
| 13  | Lente in de bergen                      | Frühling in den Bergen               | Terug naar de weide                     | 31 maart 1974     | 11 december 1980  |
| 14  | Hulp voor Snoesje                       | Hilfe für Schnucki                   | Droevig nieuws                          | 7 april 1974      | 15 december 1980  |
| 15  | Herfst in de bergen                     | Herbst in den Bergen                 | Yuki-chan                               | 14 april 1974     | 27 december 1980  |
| 16  | De sleeëntocht naar Dörfl               | Schlittenfahrt nach Dörfli           | Het dorp Dörfli                         | 21 april 1974     | 4 januari 1981    |
| 17  | Het geheimzinnige bezoek                | Der geheimnisvolle Besuch            | Twee gasten                             | 28 april 1974     | 8 januari 1981    |
| 18  | Tante Dete keert terug                  | Tante Dete kehrt zurück              | Aparte wegen                            | 5 mei 1974        | 12 januari 1981   |
| 19  | Aankomst in Frankfurt                   | Ankunft in Frankfurt                 | Naar Frankfurt                          | 12 mei 1974       | 24 januari 1981   |
| 20  | Een nieuw leven                         | Ein neues Leben                      | Een nieuw leven                         | 19 mei 1974       | 1 februari 1981   |
| 21  | Vogels willen vrij zijn                 | Vögel wollen frei sein               | Willen vliegen                          | 26 mei 1974       | 5 februari 1981   |
| 22  | Heimwee                                 | Heimweh                              | De verre Alpen                          | 2 juni 1974       | 9 februari 1981   |
| 23  | De kleine katjes                        | Die kleinen Katzen                   | Grote commotie                          | 9 juni 1974       | 21 februari 1981  |
| 24  | Wat gebeurt er met Mau Mau              | Was geschieht mit Mau-Mau?           | Mii-chan weggesmeten                    | 16 juni 1974      | 1 maart 1981      |
| 25  | De witte broodjes                       | Die weißen Brötchen                  | De witte broodjes                       | 23 juni 1974      | 5 maart 1981      |
| 26  | Mijnheer Sesemann komt terug            | Herr Sesemann kehrt zurück           | Mijnheer Sesemann komt terug            | 30 juni 1974      | 9 maart 1981      |
| 27  | Grootmoeder                             | Die Großmutter                       | Grootmoeder                             | 7 juli 1974       | 21 maart 1981     |
| 28  | De reis naar het groene                 | Die Fahrt ins Grüne                  | Naar het bos                            | 14 juli 1974      | 29 maart 1981     |
| 29  | Een namiddag in het woud                | Ein Nachmittag im Wald               | De harten van twee personen             | 21 juli 1974      | 2 april 1981      |
| 30  | Een verrassing voor Klara               | Eine Überraschung für Clara          | Ik wil de zon grijpen                   | 28 juli 1974      | 6 april 1981      |
| 31  | Afscheid van grootmoeder                | Abschied von Großmutter              | Vaarwel, grootmoeder                    | 4 augustus 1974   | 18 april 1981     |
| 32  | Een stormachtige nacht                  | Eine stürmische Nacht                | Een stormachtige nacht                  | 11 augustus 1974  | 26 april 1981     |
| 33  | Het spookt                              | Es spukt                             | Het spookt                              | 18 augustus 1974  | 30 april 1981     |
| 34  | Heidi keert terug                       | Heidi kehrt zurück                   | Naar de geliefde bergen                 | 25 augustus 1974  | 4 mei 1981        |
| 35  | De geliefde bergen                      | Die geliebten Berge                  | De sterenhemel van de Alpen             | 1 september 1974  | 16 mei 1981       |
| 36  | Het weerzien                            | Ein Wiedersehen                      | En nu naar de weide                     | 8 september 1974  | 24 mei 1981       |
| 37  | Het geitje                              | Das Geißlein                         | Het geitje                              | 15 september 1974 | 28 mei 1981       |
| 38  | Een huis in Dorfli                      | Ein Haus in Dörfli                   | Een nieuwe huis                         | 22 september 1974 | 1 juni 1981       |
| 39  | De nieuwe slee                          | Der neue Schlitten                   | Doe je best, Peter                      | 29 september 1974 | 13 juni 1981      |
| 40  | Een brief van Klara                     | Ein Brief von Clara                  | Ik wil naar de Alpen gaan               | 6 oktober 1974    | 21 juni 1981      |
| 41  | De belofte                              | Das Versprechen                      | De belofte van de dokter                | 13 oktober 1974   | 25 juni 1981      |
| 42  | Klara komt                              | Clara kommt                          | Reünie met Clara                        | 20 oktober 1974   | 29 juni 1981      |
| 43  | De klim naar de hut                     | Der Aufstieg zur Hütte               | De wens van Clara                       | 27 oktober 1974   | 11 juli 1981      |
| 44  | Juffrouw Rottenmaier en de bergen       | Fräulein Rottenmeier und die Berge   | Een kleine plan                         | 3 november 1974   | 19 juli 1981      |
| 45  | De bloemenweide                         | Die Blumenwiese                      | Kinderen voelen zich thuis in de bergen | 10 november 1974  | 23 juli 1981      |
| 46  | Drie vrienden                           | Drei Freunde                         | De vreugde van Clara                    | 17 november 1974  | 27 juli 1981      |
| 47  | De grootmoeder van Klara komt op bezoek | Großmutter kommt zu Besuch           | Hallo, grootmoeder                      | 24 november 1974  | 8 augustus 1981   |
| 48  | Een dag zoals in een sprookjesboek      | Ein Tag wie aus dem Märchenbuch      | Een beetje hoop                         | 1 december 1974   | 16 augustus 1981  |
| 49  | De verrassing                           | Die Überraschung                     | Een belofte                             | 8 december 1974   | 20 augustus 1981  |
| 50  | De langverwachte brief aan grootmoeder  | Der ersehnte Brief an die Großmutter | Probeer te staan                        | 15 december 1974  | 24 augustus 1981  |
| 51  | Probeer te stappen, Klara               | Versuch zu laufen, Clara             | Clara heeft gestapt                     | 22 december 1974  | 5 september 1981  |
| 52  | Het afscheid                            | Der Abschied                         | Tot de volgende keer                    | 29 december 1974  | 18 september 1981 |